# Fenny
Le Fenny est une liqueur indienne fabriquée à partir de jus de noix de coco ou de noix de cajou. Le Fenny (également appelé Feni) est originaire de Goa, où les noix de cajou brésiliennes ont été introduites par les colons portugais. On considère généralement que le Fenny de Goa est de qualité supérieure. Les marques de Fenny les plus connues sont Cashyo, Reals et Big Boss. Goa l'a enregistré en tant qu'appellation d'origine protégée, ce qui permettra aux seuls fabricants goanais de nommer leurs boissons produites dans la région comme Fenny ou Goan Cashew Feni,,,,.